# Eugen Lacroix
Eugen Lacroix (* 26. Januar 1886 in Altdorf; Ortsteil von Ettenheim; † 3. September 1964 in Frankfurt am Main) war ein deutscher Koch und Unternehmer. Noch heute verwendet das Unternehmen Continental Foods den Namen Lacroix als Marke für Suppen.

## Ausbildung und unternehmerisches Werk
Eugen Lacroix machte eine Ausbildung als Koch, unter anderem bei Louis Nassoy im Hotel „Sonne“ in Lahr, und zog nach Abschluss der Wanderjahre in Deutschland 1903 nach Frankfurt am Main. 1920 machte er sich selbstständig und gründete 1921 ein Feinkostunternehmen in Sachsenhausen. Erstes Produkt waren getrüffelte Gänseleberpasteten. Das Unternehmen, das seit 1923 in Niederrad ansässig war, wurde vor allem durch seine Dosensuppen bekannt. In den 1950er Jahren profitierte das Unternehmen von der „Fresswelle“ und war der weltweit größte Hersteller von Schildkrötensuppen. 1959 wurden 250 Tonnen Schildkröte verarbeitet.
Mit 60 Mitarbeitern wurden über 120 Produkte angeboten. Darunter waren Haifischflossensuppe und andere exotische Produkte wie Suppen aus Seegurken oder Känguruschwänzen.
Lacroix starb im Alter von 78 Jahren und ruht heute neben seiner Frau Rosel und seinem Sohn René Eugen auf dem Südfriedhof in Sachsenhausen.
Nach dem Tod von Eugen Lacroix wurde das Unternehmen von seiner Witwe und seinem Sohn fortgeführt. 1972 erwarb der amerikanische Mischkonzern ITT das Unternehmen. 1979 wurde die Firma vom Unternehmen Campbell Soup Company übernommen. Im Jahre 1984 wurde die Herstellung von Schildkrötensuppe aufgegeben. Am 27. Juli 1996 wurde das Werk in Niederrad geschlossen. Das Unternehmen Continental Foods verwendet Lacroix noch heute als Marke für Suppen.

## Auszeichnungen
Eugen Lacroix war in den Gremien der IHK Frankfurt am Main engagiert. Er gründete eine gastronomische Akademie. Für diese ehrenamtlichen Tätigkeiten wurde er 1953 mit dem Verdienstkreuz am Bande der Bundesrepublik Deutschland und 1956 mit der Ehrenplakette der Stadt Frankfurt am Main geehrt. Lacroix ist Ehrenbürger seines Geburtsorts Altdorf, wo auch eine Straße nach ihm benannt wurde.